# Симпсон (округ, Кентукки)
Си́мпсон (англ. Simpson County) — округ в штате Кентукки, США. Официально образован в 1819 году. По состоянию на 2010 год, численность населения составляла 17 327 человек.

## География
По данным Бюро переписи США, общая площадь округа равняется 611,241 км2, из которых 606,061 км2 суша и 5,957 км2 или 1,000 % это водоёмы.

## Население
По данным переписи населения 2000 года в округе проживает 16 405 жителей в составе 6 415 домашних хозяйств и 4 638 семей. Плотность населения составляет 27,00 человек на км2. На территории округа насчитывается 7 016 жилых строений, при плотности застройки около 12,00-ти строений на км2. Расовый состав населения: белые — 87,84 %, афроамериканцы — 10,22 %, коренные американцы (индейцы) — 0,17 %, азиаты — 0,55 %, гавайцы — 0,06 %, представители других рас — 0,30 %, представители двух или более рас — 0,87 %. Испаноязычные составляли 0,91 % населения независимо от расы.
В составе 33,80 % из общего числа домашних хозяйств проживают дети в возрасте до 18 лет, 56,80 % домашних хозяйств представляют собой супружеские пары проживающие вместе, 11,50 % домашних хозяйств представляют собой одиноких женщин без супруга, 27,70 % домашних хозяйств не имеют отношения к семьям, 24,20 % домашних хозяйств состоят из одного человека, 10,40 % домашних хозяйств состоят из престарелых (65 лет и старше), проживающих в одиночестве. Средний размер домашнего хозяйства составляет 2,52 человека, и средний размер семьи 2,97 человека.
Возрастной состав округа: 26,20 % моложе 18 лет, 8,50 % от 18 до 24, 29,20 % от 25 до 44, 23,00 % от 45 до 64 и 23,00 % от 65 и старше. Средний возраст жителя округа 36 лет. На каждые 100 женщин приходится 95,30 мужчин. На каждые 100 женщин старше 18 лет приходится 91,60 мужчин.
Средний доход на домохозяйство в округе составлял 36 432 USD, на семью — 42 525 USD. Среднестатистический заработок мужчины был 32 160 USD против 22 667 USD для женщины. Доход на душу населения составлял 17 150 USD. Около 8,50 % семей и 11,60 % общего населения находились ниже черты бедности, в том числе — 14,00 % молодёжи (тех, кому ещё не исполнилось 18 лет) и 15,90 % тех, кому было уже больше 65 лет.